# Greer County
Greer County är ett administrativt område i delstaten Oklahoma, USA. År 2010 hade countyt 6 239 invånare. Den administrativa huvudorten (county seat) är Mangum. 

## Geografi
Enligt United States Census Bureau så har countyt en total area på 1 667 km². 1 656 km² av den arean är land och 11 km² är vatten.

### Angränsande countyn
- Beckham County - nord
- Kiowa County - öst
- Jackson County - syd
- Harmon County - väst